# Scaphocalanus brevicornis
Scaphocalanus brevicornis är en kräftdjursart som först beskrevs av Georg Ossian Sars 1900.  Scaphocalanus brevicornis ingår i släktet Scaphocalanus och familjen Scolecitrichidae. Inga underarter finns listade i Catalogue of Life.